# Quận Boone, Nebraska
Quận Boone là một quận thuộc tiểu bang Nebraska, Hoa Kỳ. Quận lỵ đóng ở thành phố Albion 6.